# The Grip of Evil
The Grip of Evil er en amerikansk stumfilm fra 1916 af W.A.S. Douglas og Harry Harvey.

## Medvirkende
- Jackie Saunders som Jessie
- Roland Bottomley som John Burton
- Charles Dudley.
- Gordon Sackville.
- Philo McCullough.